# Star Trek: Starfleet Academy
Star Trek: Starfleet Academy ist ein Star-Trek-Videospiel. Das Spiel ist eine Weltraum-Kampfflugsimulation aus dem Hause Interplay.

## Allgemeines
William Shatner, George Takei und Walter Koenig spielen ihre aus den Fernsehserien und Kinofilmen bekannten Rollen als James T. Kirk, Hikaru Sulu und Pavel Chekov.
In Einzelspielerkampagnen spielt man den Kadetten David Forrester der Sternenflottenakademie. An der Akademie gibt es eine Verschwörung um die Gruppe Vanguard, welche einen aggressiveren Kurs gegenüber dem Klingonischen Imperium erzwingen will.
Das Spielsystem ist ähnlich zu dem in den beiden Star-Wars-Spielen X-Wing und TIE Fighter.

## Bewerbung
Interplay heuerte die Firma 2 Lane Media an, um eine Internetseite für das Spiel zu erstellen.

## Rezeption
Die PC Games vergab 82 % für die Grafik des Spiels, 80 % für den Sound, 80 % für das Handling und 91 % für den Spielspaß. Die Zeitschrift PC Power vergab 82 % als Bewertung. Das US-Online-Magazin GameSpot vergab 5,6 von 10 Punkten. Die PC Player vergab einen Preis für die besten Cutscenes an das Spiel.

## Add-Ons, Ausgliederungen und Fortsetzungen
Als Add-On zum Spiel erschien 1998 im englischsprachigen Raum Star Trek: Starfleet Academy – Chekov's Lost Missions. Als Ausgründung erschienen die beiden Spiele Star Trek: Starfleet Academy – Cadet Briefing, in welcher man die ersten vier Missionen spielen konnte, sowie Starfleet Academy: Strategic Command mit den ersten acht Levels. Als Fortsetzung des Spiels erschien im Jahr 2000 Star Trek: Klingon Academy.

## Romanadaption
Die US-amerikanische Schriftstellerin Diane Carey schrieb eine Romanadaption zum Spiel.

## Soundtrack
Den Soundtrack zum Spiel komponierte Ron Jones, der auch schon Musik für mehr als 40 Folgen von Raumschiff Enterprise: Das nächste Jahrhundert komponiert hatte. Vom Soundtrack gab es eine CD, die teilweise späteren Versionen des Spiels beigelegt wurde.